# くるみ割り人形と秘密の王国
『くるみ割り人形と秘密の王国』（くるみわりにんぎょうとひみつのおうこく、原題：The Nutcracker and the Four Realms）は、2018年のアメリカ合衆国のファンタジー映画。監督はラッセ・ハルストレムとジョー・ジョンストン、出演はマッケンジー・フォイとキーラ・ナイトレイなど。チャイコフスキー作曲の音楽によるバレエ『くるみ割り人形』の原作としても知られる、E.T.A.ホフマンの童話『くるみ割り人形とねずみの王様』の実写映画化作品である。

## ストーリー
ヴィクトリア朝時代のロンドン。人々はクリスマスイブでお祭りムードになっていた。そんな中、ミスター・シュタールバウムは子供たちにクリスマスプレゼントを配っていた。それは亡き妻・マリーの最期の願いを叶えるためでもあり、姉弟と共にクララも卵形の箱をもらった。そこにはマリーからの手紙が同封されており「この卵の中には貴方が必要とするもの全てが入っています」と書かれていたが、箱の鍵が見当たらず結局彼女の力では開けられなかった。その後、クララ達はゴッドファーザー（名付け親）のドロッセルマイヤーが主催するクリスマスパーティーに出席する。しかし、母を失って悲しみに暮れるクララはパーティーを楽しむ気分にはなれず、隙を見てパーティーを抜け出して優秀な職人でもあるドロッセルマイヤーの工房を訪れると、彼に箱を開けてもらうよう頼む。その箱を見たドロッセルマイヤーは「その箱は私が子供の頃のマリーにプレゼントしたものだ。マリーはお前さんにその箱を渡したがっていた」と思い出話をした。
そうこうしているうちに、クリスマスプレゼントを受け取る時間がやって来た。自分の名札がついた糸を発見したクララはそれを辿っていくが、いつの間にか雪が舞い降る森の中へと入り込んでしまった。糸を辿った先のクリスマスツリーに結ばれていた鍵を発見したクララだったが、入手する前にネズミに奪われてしまい後を追いかける。そして、凍り付いた湖にかかった橋の袂にて番をしていたホフマン大尉の導きで、クララは4つの王国（花の国、雪の国、お菓子の国、第4の国）からなる世界へと足を踏み入れる。
その世界でクララは王国間の戦いに巻き込まれながらも、亡き母マリーと王国の関係、そしてクララ自身に関わる〈真実〉を知っていく事になる。

## キャスト
クララ・シュタールバウム
演 - マッケンジー・フォイ、日本語吹替 - 小芝風花
本作の主人公。秘密の王国に迷い込んだ少女。聡明で手先が器用、豊かな想像力と行動力を持つ。
亡き母が遺した卵形の箱を譲り受けたクリスマスイブの夜、ドロッセルマイヤー邸のパーティー中に＜秘密の王国＞に迷い込む。
シュガー・プラム
演 - キーラ・ナイトレイ、日本語吹替 - 坂本真綾
お菓子の国の摂政で妖精。秘密の王国に迷い込んだクララを歓迎し、常に寄り添い世話を焼く。
実は本作のディズニー・ヴィランズで、真の目的は四つの国を支配することだった。
キャプテン・フィリップ
演 - ジェイデン・フォウォラ＝ナイト、日本語吹替 - 小野賢章
正式名は「フィリップ・ホフマン」。忠誠心溢れる兵士であり、＜秘密の王国＞でただ1人のくるみ割り人形。
王国に迷い込んだクララを“プリンセス”と呼び、案内役を買って出る。どんなときでもクララを励まし、精神的な支えになる。
マザー・ジンジャー
演 - ヘレン・ミレン、日本語吹替 - 倉野章子
第4の国の摂政。＜秘密の王国＞の全住人から恐れられる存在。実はシュガー・プラムに全ての罪をなすり付けられていた。
ドロッセルマイヤー
演 - モーガン・フリーマン、日本語吹替 - 坂口芳貞
クララの名付け親。クララの母マリーを子供のときから可愛がっていたこともあって、マリーによく似たクララのことをいつも気にかけている。
不思議な発明品に溢れた自身の屋敷で毎年開催するクリスマス・パーティでは、子供たちのために趣向を凝らした“贈り物の宝探し”を催している。
バレリーナ・プリンセス
演 - ミスティ・コープランド
＜秘密の王国＞から歓迎されるクララに催されたバレエの主役。それぞれの王国の紹介と、国が成り立つまでの物語を踊り語る。
ホーソーン
演 - エウヘニオ・デルベス、日本語吹替 - 茶風林
花の国の摂政。小太り気味の男性。
シヴァー
演 - リチャード・E・グラント、日本語吹替 - 姫野惠二
雪の国の摂政。痩せ型の男性。
ベンジャミン・シュタールバウム
演 - マシュー・マクファディン、日本語吹替 - 宮内敦士
クララの父親。クララとは確執があったが、終盤にて和解。
マリー・シュタールバウム
演 - アンナ・マデリー、日本語吹替 - 恒松あゆみ
クララの亡き母親。現在のクララと同様に手先が器用で、子供の頃はドロッセルマイヤーに可愛がられていた。
＜秘密の王国＞に深く関わりのある人物で、クリスマスプレゼントとしてクララに王国へと繋がる卵型の箱を遺した。
スイーツ・カヴァリエ
演 - セルゲイ・ポルーニン
ルイーズ
演 - エリー・バンバー、日本語吹替 - Lynn
クララの姉。
フリッツ
演 - トム・スウィート、日本語吹替 - 吉成翔太郎
クララの弟。
ハーレクイン
演 - ジャック・ホワイトホール、日本語吹替 - 岩崎正寛
カヴァリエ
演 - オミッド・ジャリリ、日本語吹替 - 吉田ウーロン太
ネズミの王
演 - リル・バック（クレジットなし）

その他の日本語吹き替え
宮野慈夕/大山蓮斗/辻村羽来/太田梨香子/根本圭子/祐仙勇/小林大紀/森田了介/地蔵堂武大/望田ひまり/鵜澤正太郎/徳石勝大/堀総士郎

## 製作

### 構想・キャスティング
2016年3月4日、ウォルト・ディズニー・ピクチャーズが『くるみ割り人形』の映画化に際して、ラッセ・ハルストレムを監督に起用する意向だとの報道があった。7月、マッケンジー・フォイ、モーガン・フリーマン、ミスティ・コープランドの出演が決まった。8月、キーラ・ナイトレイとヘレン・ミレンがキャスト入りした。9月30日、エリー・バンバーが本作に出演することになったとの報道があった。10月、ミランダ・ハートの出演が決まったと報じられたが、彼女の出演シーンは劇場公開版からは全カットされた。2017年3月、ジャック・ホワイトホールが本作の撮影に参加していたことを明かした。

### 撮影
本作の主要撮影は2016年10月にイギリスのサウス・ケンジントンとパインウッド・スタジオで始まり、2017年1月下旬に終了した。2017年12月に再撮影が行われたが、スケジュールの都合でハルストレムが参加できず、ジョー・ジョンストンが代わりに監督を務めることになった。話し合いの結果、ハルストレムとジョンストンが連名で本作の監督としてクレジットされることになった。

### 音楽
本作で使用された楽曲はピョートル・チャイコフスキーが作曲したものをジェームズ・ニュートン・ハワードが現代風にアレンジしたものである。また、新しい楽曲も使用されている。レコーディングではグスターボ・ドゥダメルがフィルハーモニア管弦楽団を指揮し、ピアノソロにはラン・ランが起用された。
2018年10月22日、アンドレア・ボチェッリとマテオ・ボチェッリが『ダンシング・ウィズ・ザ・スターズ』に出演し、本作のために新たに作曲された「Fall on Me」を歌った。26日、本作のサウンドトラックが発売された。

## 公開・マーケティング
当初、ディズニーは2018年11月2日に『ムーラン』の実写映画を公開する予定だったが、製作に遅れが生じたため公開を無期延期とし、その日に本作が封切られることとなった。
2017年7月15日、本作のファースト・トレイラーが公開された。12月19日、本作のティーザー・トレイラーが公開された。2018年8月8日、本作のセカンド・トレイラーが公開された。

### 日本公開
2018年7月18日、ウォルト・ディズニー・ジャパンより、第1弾ビジュアルポスター、本作の邦題、日本公開日が発表された。

## 興行収入
本作は『ボヘミアン・ラプソディ』および『クレイジー・グッド』と同じ週に封切られ、公開初週末に2000万ドル前後を稼ぎ出すと予想されていたが、この予想は的中した。2018年11月2日、本作は全米3766館で公開され、公開初週末に2035万ドルを稼ぎ出し、週末興行収入ランキング初登場2位となっている。この数字では製作費1億2000万ドルを国内だけで回収することは絶望的であるため、本作は興行的失敗作となった。ディズニーは上半期にも『リンクル・イン・タイム』と『ハン・ソロ/スター・ウォーズ・ストーリー』で興行的に失敗しており、大作映画の興行的失敗は本作で3回目となった。ただ、その赤字分はマーベル・コミックを原作とした映画やピクサー作品の黒字分で回収できるとの見方が強い。

## 評価
本作に対する批評家の評価は芳しいものではない。映画批評集積サイトのRotten Tomatoesには155件のレビューがあり、批評家支持率は33%、平均点は10点満点で5.1点となっている。サイト側による批評家の見解の要約は「感動的なクリスマス・ストーリーや魅惑的なダンスシーンが不足している。『くるみ割り人形と秘密の王国』は観客を引きつけはするものの、簡単に記憶から消えてしまう作品である。ホリデー・シーズンによく見かける中身のない映画である。」となっている。また、Metacriticには38件のレビューがあり、加重平均値は39/100となっている。なお、本作のCinemaScoreはB+となっている。